# 100.000-Dächer-Programm
Das 100.000-Dächer-Programm förderte die Errichtung von neuen Photovoltaikanlagen bis Ende 2003. Es war Teil des Erneuerbare-Energien-Gesetz (EEG).

## Geschichte
Zwischen 1999 und 2003 erfolgte eine Förderung von Privatpersonen, Freiberuflern und kleinen bis mittleren Unternehmen mittels zinsreduzierter Kredite durch die Kreditanstalt für Wiederaufbau. Im November 2002 hatte das Projekt bereits ein Fördervolumen von 1 Mrd. € erreicht.
Der Name lehnte sich an das Anfang der 1990er Jahre aufgelegte 1000-Dächer-Programm an, mit dem erstmals Photovoltaikanlagen in Deutschland bundesweit gefördert wurden.
Das 100.000-Dächer-Programm lief Ende 2003 aus, da die Grenze von 300 MW installierter Leistung in neuen Photovoltaikanlagen überschritten wurde. Um Photovoltaik jedoch weiterhin im politisch gewollten Maße fördern zu können, wurde das  EEG, welches die Einspeisung und Vergütung der elektrischen Energie in das Stromnetz regelt, zum Jahreswechsel 2003/2004 entsprechend angepasst.